# Dieter Hartl
Dieter Hartl (* 29. März 1966 in Wien) ist ein ehemaliger österreichischer Basketballspieler.

## Laufbahn
Der 2,11 Meter große Innenspieler war bis 1990 bei Tyrolia Wien, anschließend von 1990 bei 1994 bei den Basket Flyers Wien. 1992 wurde er mit der Mannschaft Staatsmeister.
Hartl spielte mit BSC Fürstenfeld (1994/95), UBC Oberwart (1995/96) und BK Klosterneuburg (1996 bis 2001) für weitere Bundesligisten. Er sammelte während seiner Laufbahn auch Europapokal-Erfahrung. In der österreichischen Nationalmannschaft wurde er zwischen 1990 und 1992 in zehn Länderspielen eingesetzt.